# Lucian Marinescu
Lucian Cristian Marinescu (Bucarest, 24 de juny de 1972) és un exfutbolista romanès, que jugava de migcampista.
Al llarg de la seua carrera va militar a equips del seu país, de la competició espanyola, portuguesa i grega.
Internacional en vuit ocasions, hi va participar en el Mundial de 1998.